# 비밥 디럭스
비밥 디럭스(영어: Be-Bop Deluxe)는 1970년대에 활동한 잉글랜드의 록 밴드이다.

## 역사

### 비밥 디럭스
비밥 디럭스는 1972년 잉글랜드 웨스트요크셔주의 웨이크필드에서 기타리스트이자 주요 송라이터 빌 넬슨을 필두로 결성되었다. 당시 라인업은 넬슨을 포함해 기타리스트 이언 파킨, 베이시스트 겸 보컬리스트 로버트 브라이언, 드러머 니컬러스 채터턴듀, 키보디스트 리처드 브라운(같은 해 12월에 밴드를 나갔다)으로 이루어져 있었다. 밴드는 웨스트요크셔주의 펍에서 공연을 시작했고, 리즈의 윈무어에 위치한 스테이징 포스트에서 정기적 공연을 하였다. 비-밥 디럭스라는 이름에도 밴드는 비밥 음악이 아닌 블루스에 기반한 1960년대 후반의 영국식 음악을 선보였다. 처음에 비-밥 디럭스는 당시 조금 더 널리 알려진 데이비드 보위와 자주 비교되었으나, 넬슨은 보위의 음악을 모방하려는 시도를 하지 않았으며, 비교나 분류되는 것을 내키지 않아 하였다.

## 음악적 스타일
비-밥 디럭스의 음악은 글램 록을 기초로 하고 프로그레시브 록, 블루스, 포크 록 등의 장르의 요소가 결합되었다. 밴드가 데이비드 보위와 비교되기 시작한 후에 리더 빌 넬슨은 밴드의 사운드를 조금 더 실험적인 사운드가 강조되게끔 만들었다. 새로운 사운드는 아트 록, 헤비 메탈, 프로그레시브 록, 팝 록, 프로그레시브 팝 등으로 분류되었다. 마지막 음반인 《Drastic Plastic》에서 비-밥 디럭스는 뉴 웨이브 음악의 영향을 받은 스타일을 선보였다.

## 구성원
- 빌 넬슨 – 리드 기타, 리드 보컬, 키보드 (1972-1978)
- 로버트 브라이언 – 베이스, 리드 보컬 (1972-1974)
- 니컬러스 채터턴듀 – 드럼, 백 보컬, 타악기 (1972-1974)
- 이언 파킨 – 리듬 기타, 통기타 (1972-1974, 1995년 사망)
- 리처드 브라운 – 키보드 (1972)
- 사이먼 폭스 – 드럼, 타악기 (1974-1978)
- 폴 제프리스 – 베이스 (1974, 1988년 사망)
- 밀튼 리엄제임스 – 키보드 (1974)
- 찰리 투마하이 – 베이스, 백 보컬 (1974-1978, 1995년 사망)
- 앤드류 클라크 – 키보드 (1975-1978)

## 디스코그래피

### 정규 음반
- Axe Victim (1974) 하비스트
- Futurama (1975) 하비스트
- Sunburst Finish (1976) 하비스트, 영국 앨범 차트 17위[14]
- Modern Music (1976년 9월 3일) 하비스트, 영국 앨범 차트 12위[14]
- Drastic Plastic (1978) 하비스트, 영국 앨범 차트 22위[14]

### 라이브 음반
- Live! In the Air Age (1977) 하비스트, 영국 앨범 차트 10위[14]
- Radioland (1994) BBC 라디오 1 라이브
- Tremulous Antenna (2002) (Radioland remastered) 헉스

### 싱글
- "Teenage Archangel" / "Jets at Dawn" (1973) 스마일
- "Jet Silver and the Dolls of Venus" / "Third Floor Heaven" (1974) 하비스트
- "Between the Worlds" / "Lights" (1975) 하비스트에서 하루 판매 후 리콜
- "Maid in Heaven" / "Lights" (1975) 하비스트
- "Ships in the Night" / "Crying to the Sky" (1976) – 하비스트, 영국 싱글 차트 23위[14]
- "Kiss of Light" / "Shine" (1976) 하비스트
- "Japan" / "Futurist Manifesto" (1977) 하비스트
- "Panic in the World" / "Blue as a Jewel" (1978) 하비스트
- "Electrical Language" / "Surreal Estate" (1978) 하비스트

### DVD
- Picture House (2010)
- Be-Bop Deluxe at the BBC 1974–78 (2013)
- Classic Rock Magazine Legends Bill Nelson and the Gentlemen Rocketeers filmed live at Metropolis Studios (2011)

### 컴필레이션 음반
- The Best of and the Rest of Be-Bop Deluxe (1978) 하비스트
- Singles A's & B's (1981) 하비스트, 헤리티지
- Bop to the Red Noise (1986) 도조
- The Best of Be-Bop Deluxe: Raiding the Divine Archive (1990) 하비스트
- Air Age Anthology: The Very Best of Be-Bop Deluxe (1997) EMI
- The Very Best of Be-Bop Deluxe (1998) EMI-캐피틀
- Tramcar to Tomorrow (1998) John Peel BBC Radio 1 Sessions 1974-8 헉스[15]
- Electrotype: The Holyground Recordings 1968–1972 (2001)
- Postcards from the Future... Introducing Be-Bop Deluxe (2004) EMI
- Futurist Manifesto (2011) 하비스트
- The Practice of Everyday Life (2011)
- Original Albums Series (2014) 5-CD 워너/팔로폰

### 컴필레이션 싱글
- Hot Valves: "Maid in Heaven", "Bring Back the Spark" / "Blazing Apostles", "Jet Silver and the Dolls of Venus" EP (1976) 하비스트, 영국 차트 36위[14]
- Permanent Flame (The Beginners Guide to Bill Nelson) (1983)